# Mastophora longiceps
Mastophora longiceps är en spindelart som beskrevs av Cândido Firmino de Mello-Leitão 1940. 
Mastophora longiceps ingår i släktet Mastophora och familjen hjulspindlar. Inga underarter finns listade i Catalogue of Life.